# 弗萊徹級驅逐艦
弗萊徹級驅逐艦是第二次世界大戰中美國海軍的驅逐艦級，總計生產了175艘，是單一生產量最高的驅逐艦級，因此也常被當作二战美軍最具代表性的驅逐艦。弗莱彻级驱逐舰在众多方面都被认为性能优秀，胜任防空、反潜与水面作战各种任务，航程又足以覆盖美军舰队在太平洋上的行动。此級驅逐艦于二戰後大多仍繼續服役，加上之後移交美國盟友之海軍，總服役時間相當的長。

## 设计

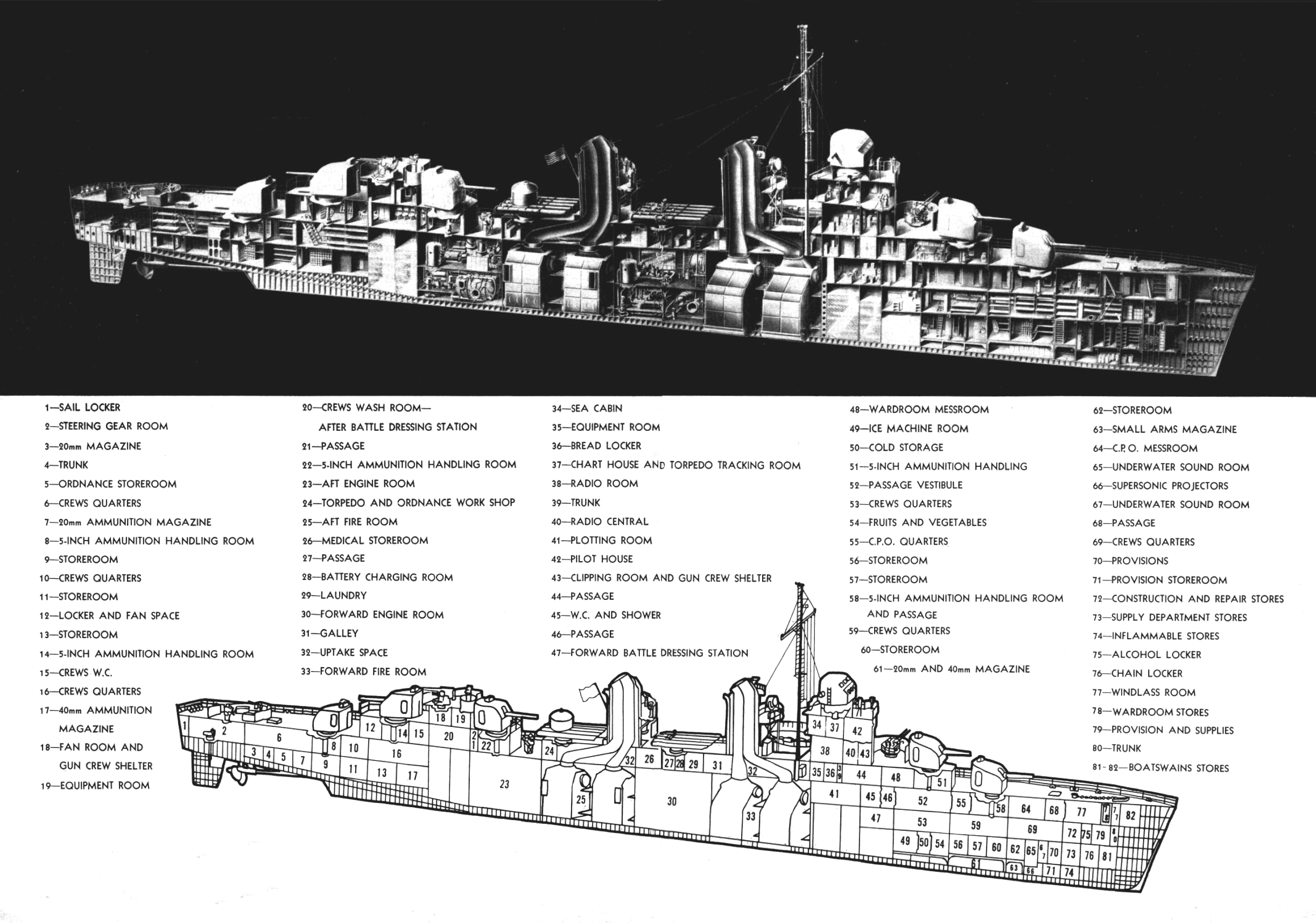
弗莱彻级驱逐舰设计图

弗莱彻级是美军在后条约时代设计的第一代驱逐舰，其中专门注重在太平洋作战的需要。在倫敦海軍條約失效后，美國海軍決定设计比格里維斯級驅逐艦更大的驅逐艦以確保足以對抗日本後條約驅逐艦。弗莱彻級在主武器火力上並沒有明顯的提高，但強化了防空火力，具有更好的擴充性。相比之前的班森级和格里维斯级驱逐舰，弗莱彻级的排水量增加了约500吨，轴马力也因此从50000匹提高到了60000匹。和前级舰艇相比更大的舰体使得弗莱彻级除了能沿中心线搭载5门Mk 12型5英寸38倍径炮和2具五联装Mk 15型鱼雷发射管以对抗它国同级驱逐舰外，还有可观的防空火力。在最初的设计中，弗莱彻级只有一门四联装28毫米75倍径高射机炮和六挺勃朗宁M2重机枪作为防空火力，在二战爆发后，面对日军航空兵的威胁，防空火力被逐渐加强到了两门双联装博福斯40毫米高射炮和七门单装厄利孔20毫米机炮。为了应对二战后期日军的神风自杀式攻击，自1945年开始共有51艘弗莱彻级驱逐舰接受了进一步的防空火力改装，拆掉了舰艏鱼雷发射管和舰舯双联装40毫米炮，以两门四联装40毫米炮代替，七门单装20毫米炮也被换成六门双联装20毫米炮。在反潜作战方面，原本设计中的弗莱彻级在舰艉部有两架深水炸弹投放轨，在二战期间则在两舷又加装了6具K型深水炸弹发射器（K-gun），可将炸弹抛射至137米之外。

## 歷史
1942年6月4日對美國海軍来说是个值得紀念的日子，在中途島，美軍擊沈了4艘日本航空母艦，頓挫了日本帝國海軍的氣勢。同一天，弗莱彻級的首艦“弗莱彻”號（以纪念著名美国海军将领弗莱德·弗莱彻）也在東海岸入役。美國驚人的生產力也在弗莱彻級上得到了展現——從開工到下水平均只需212天，再到正式入役平均只需152天，總計364天，比前級快了10%，龐大的數目為盟軍的最终勝利做出了不小貢獻。
弗莱彻级驱逐舰在二戰中共制造175艘（另有13艘的订单随着战争结束被取消），損失25艘，其中19艘被擊沈，另6艘損壞過於嚴重放弃修復。44艘得到超過10顆戰鬥之星，19艘得到海軍部隊嘉獎，16艘得到總統部隊嘉許獎。二战结束后，所有驱逐舰均被除役封存，但随着朝鲜战争爆发又被大批召回继续服役，其中39艘接受了现代化改装。
在1950年代，大量弗莱彻级驱逐舰在接受现代化改装后被转卖给美国的盟国海军，其中2艘给日本海上自卫队、3艘给大韩民国海军、4艘给中华民国海军。美军剩余的弗莱彻级，除“蘇利文兄弟”号、“纪德”号和“卡森·杨”号外，均在1970年代被解体。最后一艘除役的弗莱彻级驱逐舰是墨西哥海军的“庫伊特拉華克”号（ARM Cuitláhuac），於2001年除役，在爭取保存失敗後於2010年解體，意味着弗莱彻级驱逐舰服役长达近60年，并一直使用到21世纪。

## 同級艦
由於數量眾多，僅簡介比較有名的舰艇：
- “弗莱彻”號（DD-445）：是弗莱彻級命名艦，參與多場海戰，是名列前茅的武勳艦。
- 「尼古拉斯」號（英语：USS Nicholas (DD-449)）（DD-449）：最初下水的弗萊徹級，在27年的服役期間中經歷大小戰役，獲得多達30個戰鬥星章，是歷史上獲得最多星章的美國海軍艦艇。
- 「歐班農」號（英语：USS O'Bannon (DD-450)）（DD-450）：二戰美國海軍驅逐艦的第一武勳艦[a]，也是幸運艦，該艦在整個服役生涯中沒有一位船員因受傷而領取紫心勳章。在維拉拉維拉海戰以前完全沒受到夠大的損傷，還創下用馬鈴薯抗擊潛艇的傳說。
- 「普林格爾」號（英语：USS Pringle (DD-477)）（DD-477）、「史蒂芬」號（英语：USS Stevens (DD-479)）（DD-479）、「海福德」號（英语：USS Halford）（DD-480）：曾改裝為航空驅逐艦的三艘弗萊徹級，2號煙囪以後的後魚雷發射管、3號5吋38倍徑砲座和後甲板室的第二層被飛機彈射器及起重機，從而彈射OS2U（英语：Vought OS2U Kingfisher）水上飛機。由於該彈射器在操作上不適合預期用途，最終從普林格爾等艦拆除，改回弗萊徹級標準配置。
- “金佰利”號（DD-521）：1967年由美國海軍移交中華民國海軍。
- 「梅蘭利」號（DD-528）：曾於1945年沖繩島戰役中遭日軍神風自殺機攻擊，所幸幸免于难；後於1971年售予中華民國海軍並改名為「慶陽」號，為國軍第一艘自費購買的陽字號驅逐艦；最後於1999年除役、2001年鑿沉為人工魚礁。
- 「蘇利文兄弟」號（英语：USS The Sullivans (DD-537)）（DD-537）：以紀念在瓜島海戰中同時戰死的蘇利文五兄弟，現正停泊在紐約州布法罗市中作为紀念艦。
- “約翰斯頓”號（DD-557）：薩馬島海戰中，約翰斯頓號為掩護美軍護航航母，與其他兩艘驅逐艦一道向包括4艘戰艦（包括“大和”號在內），8艘巡洋艦和11艘驅逐艦的日本主力艦隊發起了勇敢的衝鋒。約翰斯頓號用盡所有魚雷，在被戰艦火砲擊中的情況下仍堅持戰鬥向日艦開火，直至戰沉；艦長伊文斯以下186人殉職。
- 「約翰·羅傑斯」號（英语：USS John Rodgers (DD-574)）（DD-574）：戰後在墨西哥海軍一直服役到2001年，是全球最後一艘除役的弗萊徹級。
- “威廉·D·波特”號（DD-579）：美國海軍“最倒霉”的艦艇，曾經誤發魚雷险些擊中当时承载着美国总统罗斯福的艾奧瓦號戰列艦[4]；最後於1945年被擊沉。
- 「舒列特」號（英语：USS Charrette）（DD-581）：戰後由希臘海軍接收，現今停泊在雅典舊法利羅作為博物館艦，也是現存四艘弗萊徹級中唯一停泊在外國的博物館艦。
- 「愛爾本」號（英语：USS Erben）（DD-631）：戰後於1963年撥交大韓民國海軍改名為「忠武」號，為南韓海軍建軍第一艘大型水面艦艇。
- 「紀德」號（英语：USS Kidd (DD-661)）（DD-661）：因與著名海賊威廉·基德同名，是美國海軍唯一認可能掛海盜旗作為裝飾的軍艦，別名「太平洋的海盜」。現在路易西安納州巴頓魯治作博物館艦。
- 「卡森·楊」號（英语：USS Cassin Young）（DD-793）：現停泊在麻薩諸塞州波士頓國家歷史公園中作紀念艦，供遊人參觀。

## 中華民國海軍陽字級驅逐艦
有4艘弗萊徹級驅逐艦在二次大戰後加入中華民國海軍，成為其主力的陽字級驅逐艦：
- 貴陽艦
- 慶陽艦
- 安陽艦
- 昆陽艦

## 腳註
1. ↑  在二戰期間歐班農號一共獲得17個戰鬥星章，其姊妹艦尼古拉斯號僅獲得16個星章排行第二。而戰後尼古拉斯號又在韓戰中獲得5個星章，在越戰中獲得9個星章，最終反超歐班農號。